# Alfonso López Pumarejo
Alfonso López Pumarejo (1886-1959) foi um político e diplomata da Colômbia. Governou seu país como presidente eleito em duas ocasiões: entre 1934 e 1938, e entre 1942 e 1945.